# Luís Gonzaga de Lancastre e Távora
Luís Gonzaga de Lancastre e Távora (Lisboa, 8 de fevereiro de 1937 – Santa Maria de Belém, 22 de fevereiro de 1993), representante da Casa de Abrantes, foi um genealogista, sigilografista, heraldista e escritor português.
Após a morte de seu pai e a implantação da República Portuguesa foi pretendente aos títulos nobiliárquicos de 10.º marquês de Abrantes, marquês de Fontes, conde de Penaguião, conde de Vila Nova de Portimão, entre outros.
Foi membro da Ordem de Cavalaria de Santo Sepulcro de Jerusalém (1989).

## Obras e textos
- A genealogia do 1.º Marquês de Abrantes (1965)
- Um fidalgo português da renascença: D. Luís da Silveira, 1.° Conde da Sortelha, etc. (1969)
- A exoneração compulsiva da comissão de serviços e os des-serviços do Conselho de Nobreza (1969)
- A heráldica funerária do conde D. Pedro de Meneses (1970)
- Breve apontamento sobre o culto dos mortos (1970)
- Causas e consequências imediatas da Batalha do Vimeiro (1970)
- Jean Mallard, Conde de la Varende - 1887-1959 (1971)
- Pereiras titulares e titulares Pereiras (1971)
- Heráldica portuguesa além-fronteiras (1971)
- Uma jóia do Renascimento português: a capela do Esporão na Sé de Évora: alguns elementos para a sua história (1971)
- A Heráldica da Casa de Abrantes - (políptico 1965 – 1972)
- Apontamentos de esfragística portuguesa (1973)
- Quem te manda a ti, sapateiro... (1973)
- O selo medieval de Coimbra e o seu simbolismo esotérico (1979), na revista Armas e troféus, Série 5.
- Apontamentos sobre um senhor de Cascais: Mestre João Afonso, Chanceler do Rei D. João I (1980)
- Um selo medieval português da Ordem do Templo (1981)
- Apontamentos de armaria medieval portuguesa (1982)
- O culto mariano na sigilografia medieval portuguesa (1982)
- Do conhecimento da ciência heráldica (1983)
- O estudo da sigilografia medieval portuguesa (1983)
- A heráldica medieval na Sé de Lisboa (1984)[3]
- Macau factos e lendas: páginas escolhidas (1986)
- Dicionário das famílias portuguesas (1989)
- Colombo, a cabala e o delírio: ensaio crítico (1991)
- Introdução ao estudo da heráldica (1992)[nota 1]
- Naus, Caravelas e Galeões (1993)
- D. Leonor de Távora - O Tempo da Ira (2002)